# Delias nuydaorum
Delias nuydaorum är en fjärilsart som beskrevs av Schröder 1975. Delias nuydaorum ingår i släktet Delias och familjen vitfjärilar.
Artens utbredningsområde är Filippinerna. Inga underarter finns listade i Catalogue of Life.